# ボンバルディア・ゼフィロ

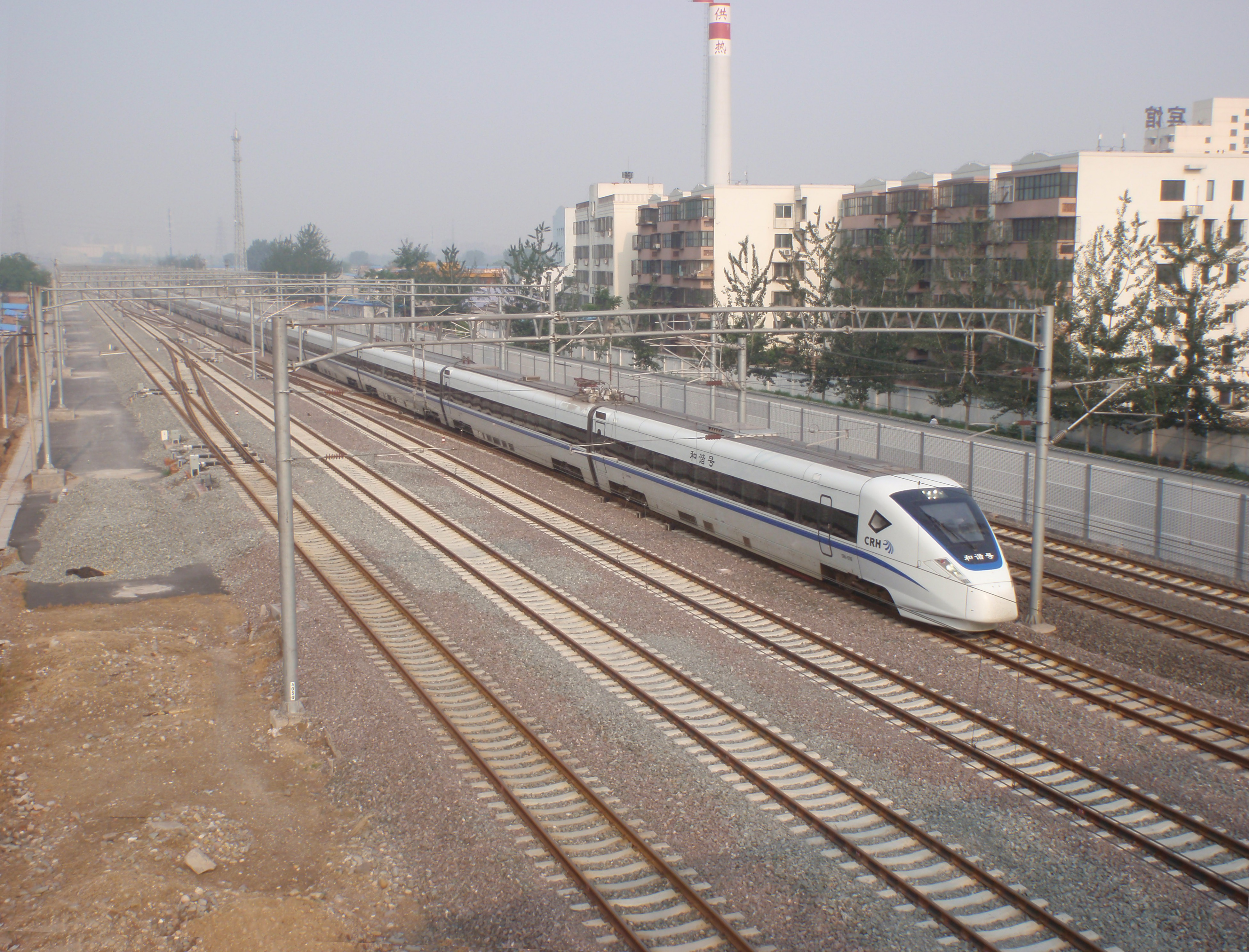
Zefiro 250（中国高速鉄道CRH1E）

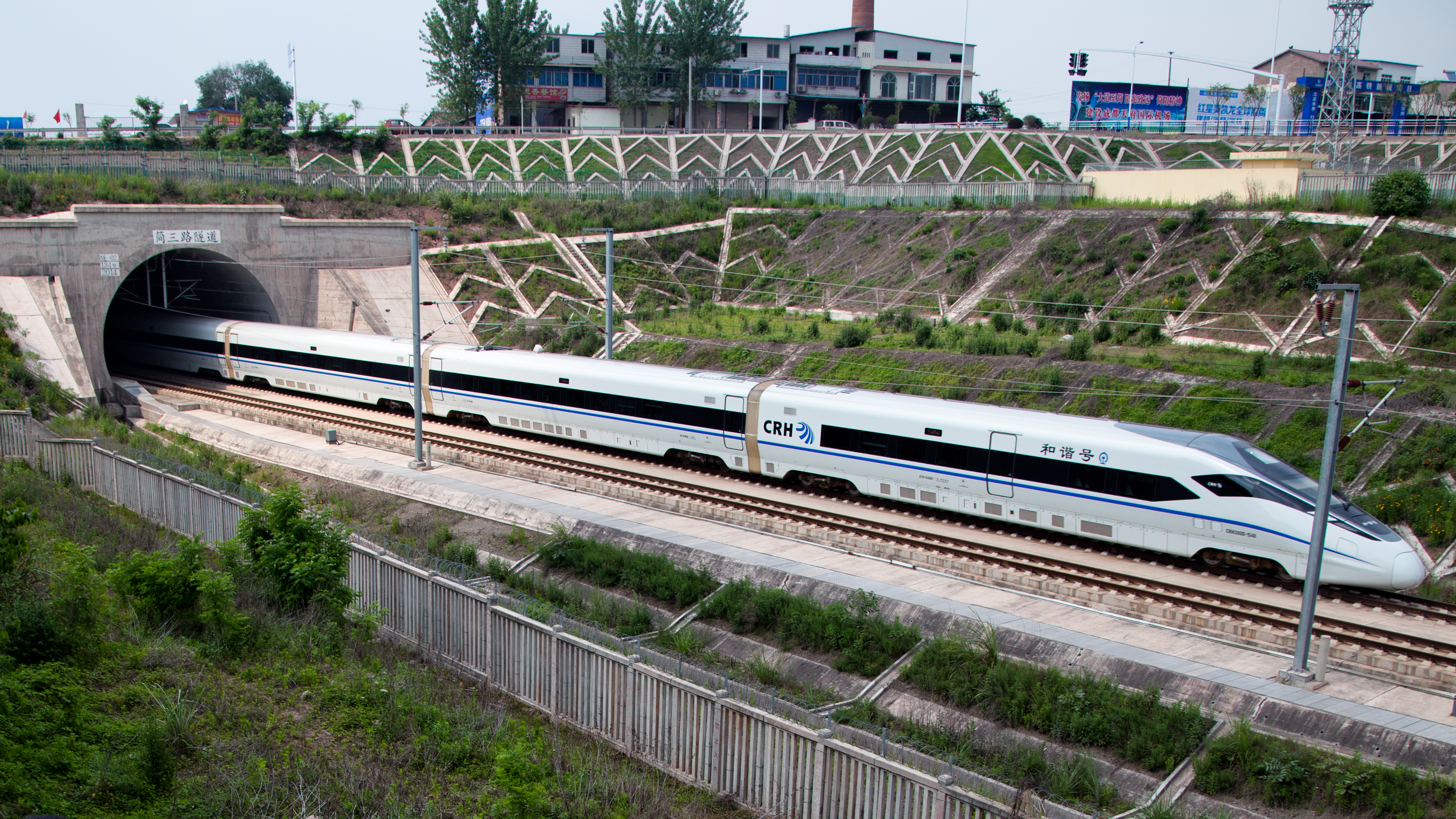
Zefiro 380（中国高速鉄道CRH380D）

ボンバルディア・ゼフィロ（Bombardier Zefiro）はボンバルディア・トランスポーテーションが設計した動力分散方式の高速鉄道車両で、最高速度は形式により異なっている。一般的なZefiro 250 は最高速度250km/h、イタリアの現日立レールで製造されるZefiro 300 は最高速度300km/h、中国で製造されるZefiro 380 は最高速度380km/hである。

## 背景
ボンバルディア・トランスポーテーションやボンバルディアに買収される前のアドトランツなどの前身の企業は他の企業体と共にICEの動力車（機関車） やレンフェ102系、レンフェ130系、ICN（スイス連邦鉄道）、アセラ・エクスプレス（アムトラック）の製造やTGV Duplex、ユーロスター、タリス、ETR 500などの一部など欧米の様々な高速鉄道車両に携わっている他、中国のCRH 1やX2000を基にした振り子式の新時速 、スウェーデンのRegina、ノルウェーのフリートーゲに導入されているGMBクラス71電車を納入している。
2005年11月、ボンバルディアは高速線用の一般的な解決として平屋の車両であるゼフィロを送り出した。ゼフィロは4両から16両まで4両単位で編成を構成出来る他、線区に応じて様々な電圧にも対応出来る。車体幅は2.9mから3.4mである。

## 概要
ゼフィロは一般的な平屋の動力分散方式（電車方式）の編成で8両編成の場合、4両の動力車（2ユニット）と4両の付随車（4M+4T）で構成されている。車体はアルミニュウム製で顧客の要望によりカスタマイズすることが出来る。
2009年現在の仕様では三相誘導電動機で強制換気空調を備えている。ボンバルディアではオプションで永久磁石同期電動機も用意しており、2008年にReginaのグリーントレイン試験("Gröna Tåget" swedish)での"ECO4"省エネ技術で改良をしている。

## 各形式

### Zefiro 250
Zefiro 250はゼフィロシリーズでは最初の編成で、16両編成の寝台電車としてボンバルディアとの共同事業体である四方機車車両が2009年より引渡し始めた。中国鉄道の下ではCRH1Fと言う形式が定められている。起動加速度は0.6 m/s²で、編成全体の重量は859t、軸重は16.5tである。台車はReginaと同様で軸距は2.7m、63%の台車は動力台車である。2010年7月、中華人民共和国鉄道部は8両40編成のZefiro 250を四方機車車両に発注している。.

### Zefiro 300
Zefiro 300はヨーロッパでの運行を意図しており、UIC規格に準拠している。ヨーロッパで使用されている4つの電圧（直流1.5、3kV・交流15、25kV）に対応し、台車はFLEXX方式、軸重は17t、軸距は2.85mで50%の台車は動力台車である。2編成併結での運行も可能である。トレニタリアは2010年8月5日にZefiro 300の一種であるV300ZEFIROを入札によって50編成導入することを決めている  。この車両は2015年に運行を開始しており、トレニタリアでの形式はETR400となっている。

### Zefiro 380

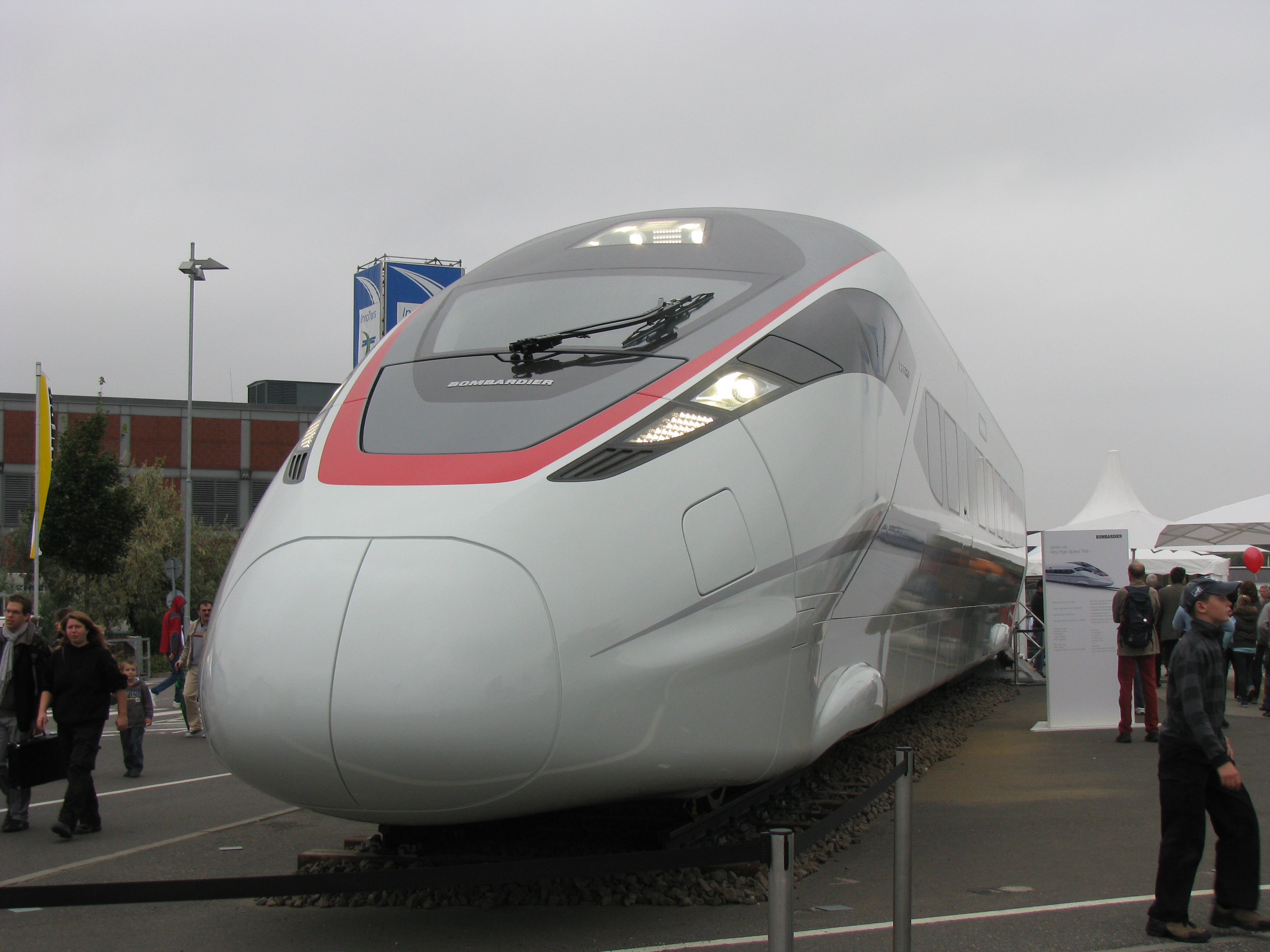
Zefiro 380

2009年9月、ボンバルディアは80編成のZefiro 380を中華人民共和国鉄道部より受注したと発表している。Zefiro 380は共同事業体である中車青島四方機車車両が製造を行う。16両編成が20編成、8両編成が60編成製造される予定でおよそ274億人民元（約27億ユーロ）かかる。ボンバルディアのシェアは13億ユーロである。
中国鉄道では8両編成がCRH1C、16両編成がCRH1Dと称される and laterly been given designations CRH380C (8 car set) & CRH380C-L (16 car set).。
16両編成の編成出力は20MWで編成中50%の台車が動力台車で、起動加速度は0.48 m·s−2、編成重量は948tである。軸重は17tである。